# Дискография Куинси Джонса
Дискография американского композитора, трубача и продюсера Куинси Джонса состоит из 27 студийных альбомов, 5 концертных записей, 33 синглов, 5 сборников, 2 совместных издания и более 80 саундтреков к кинофильмам.
Дебютным альбомом Джонса стала пластинка This Is How I Feel About Jazz, выпущенная на лейбле GRP в 1957 году. Несколько альбомов Джонса стали платиновыми, в том числе Sounds… and Stuff Like That!!, The Dude, Back on the Block и Q’s Jook Joint, 5 синглов из 33 занимали верхние строчки хит-парадов США.

## Альбомы

### Студийные альбомы
| 1957                                                                 | This Is How I Feel About Jazz - Выход: 21 марта 1957 - Лейблы: Paramount, GRP - Форматы: CD, LP              | —  | —  | —  | —  | —  | —  | —  | — | —  | —  | —                     |
| 1957                                                                 | Go West, Man! - Выход: 17 октября 1957 - Лейблы: Paramount - Форматы: CD, LP                                 | —  | —  | —  | —  | —  | —  | —  | — | —  | —  | —                     |
| 1959                                                                 | The Birth of a Band! Vol. 1 - Выход: 16 июня 1959 - Лейблы: EmArcy, Mercury - Форматы: LP                    | —  | 21 | —  | —  | —  | —  | —  | — | —  | —  | —                     |
| 1959                                                                 | The Birth of a Band! Vol. 2 - Выход: 27 мая 1959 - Лейблы: Mercury - Форматы: CD, LP                         | —  | 21 | —  | —  | —  | —  | —  | — | —  | —  | —                     |
| 1959                                                                 | The Great Wide World of Quincy Jones - Выход: 4 ноября 1959 - Лейблы: EmArcy - Форматы: CD, LP               | —  | —  | —  | —  | —  | —  | —  | — | —  | —  | —                     |
| 1960                                                                 | I Dig Dancers - Выход: 27 февраля 1960 - Лейблы: Mercury - Форматы: LP                                       | —  | —  | —  | —  | —  | —  | —  | — | —  | —  | —                     |
| 1961                                                                 | Around the World - Выход: 24 января 1961 - Лейблы: Mercury - Форматы: LP                                     | —  | —  | —  | —  | —  | —  | —  | — | —  | —  | —                     |
| 1962                                                                 | The Quintessence - Выход: 1962 - Лейблы: Impulse! - Форматы: CD, LP                                          | —  | —  | —  | —  | —  | —  | —  | — | —  | —  | —                     |
| 1962                                                                 | Big Band Bossa Nova - Выход: 13 августа 1962 - Лейблы: Mercury - Форматы: LP                                 | —  | —  | —  | —  | —  | —  | —  | — | —  | —  | —                     |
| 1962                                                                 | Quincy Plays for Pussycats - Выход: 15 июня 1962 - Лейблы: Mercury - Форматы: CD, LP                         | —  | —  | —  | —  | —  | —  | —  | — | —  | —  | —                     |
| 1963                                                                 | Quincy Jones Plays the Hip Hits - Выход: 9 апреля 1963 - Лейблы: Mercury - Форматы: CD, LP                   | —  | —  | —  | —  | —  | —  | —  | — | —  | —  | —                     |
| 1964                                                                 | Golden Boy - Выход: 1964 - Лейблы: Mercury - Форматы: CD, LP                                                 | —  | —  | —  | —  | —  | —  | —  | — | —  | —  | —                     |
| 1964                                                                 | Quincy Jones Explores the Music of Henry Mancini - Выход: 5 февраля 1964 - Лейблы: Mercury - Форматы: CD, LP | —  | —  | —  | —  | —  | —  | —  | — | —  | —  | —                     |
| 1965                                                                 | Quincy’s Got a Brand New Bag - Выход: 26 ноября 1965 - Лейблы: Mercury - Форматы: LP                         | —  | —  | —  | —  | —  | —  | —  | — | —  | —  | —                     |
| 1969                                                                 | Walking In Space - Выход: 1969 - Лейблы: A&M - Форматы: CD, LP                                               | 56 | 2  | 6  | —  | —  | —  | —  | — | —  | —  | —                     |
| 1970                                                                 | Gula Matari - Выход: 25 марта 1970 - Лейблы: A&M - Форматы: CD, LP                                           | 63 | 2  | 16 | —  | —  | —  | —  | — | —  | —  | —                     |
| 1971                                                                 | Smackwater Jack - Выход: 1971 - Лейблы: Mobile Fidelity - Форматы: CD, LP                                    | 56 | 1  | 11 | —  | —  | —  | —  | — | —  | —  | —                     |
| 1973                                                                 | You’ve Got It Bad Girl - Выход: 1973 - Лейблы: A&M - Форматы: LP                                             | 94 | 1  | 14 | —  | —  | —  | —  | — | —  | —  | —                     |
| 1974                                                                 | Body Heat - Выход: 1974 - Лейблы: A&M - Форматы: CD, LP                                                      | 6  | 1  | 1  | —  | —  | —  | —  | — | —  | —  | Золотой               |
| 1975                                                                 | Mellow Madness - Выход: 1975 - Лейблы: A&M - Форматы: CD, LP                                                 | 16 | 1  | 3  | —  | —  | —  | —  | — | —  | —  | —                     |
| 1976                                                                 | I Heard That!! - Выход: 1976 - Лейблы: A&M - Форматы: CD, LP                                                 | 43 | 1  | 16 | —  | —  | —  | —  | — | —  | —  | —                     |
| 1978                                                                 | Sounds…and Stuff Like That!! - Выход: 1978 - Лейблы: A&M - Форматы: CD, LP                                   | 15 | 1  | 4  | —  | —  | —  | —  | — | —  | —  | Платиновый            |
| 1981                                                                 | The Dude - Выход: 27 марта 1981 - Лейблы: A&M - Форматы: CD                                                  | 10 | 3  | 3  | 19 | 12 | —  | 8  | 2 | —  | —  | Серебряный Платиновый |
| 1989                                                                 | Back on the Block - Выход: 27 ноября 1989 - Лейблы: Qwest - Форматы: CD, LP                                  | 9  | 1  | 1  | 26 | 26 | 21 | 16 | — | 20 | 77 | Серебряный Платиновый |
| 1995                                                                 | Q’s Jook Joint - Выход: 1995 - Лейблы: Qwest, Warner Bros. - Форматы: CD                                     | 32 | 1  | 6  | —  | 36 | —  | —  | — | —  | —  | Платиновый            |
| 2000                                                                 | Basie and Beyond - Выход: 3 октября 2000 - Лейблы: Warner Bros. - Форматы: CD                                | —  | 10 | —  | —  | —  | —  | —  | — | —  | —  | —                     |
| 2010                                                                 | Q Soul Bossa Nostra - Выход: 9 ноября 2010 - Лейблы: Qwest, Interscope - Форматы: Цифровая дистрибуция, CD   | 86 | —  | 15 | —  | —  | —  | —  | — | —  | —  | —                     |
| «—» означает, что альбом не попал в чарт или не был выпущен в стране | |    |    |    |    |    |    |    |   |    |    |                       |

### Сборники
| 1972                                                                 | Ndeda - Выход: 1972 - Лейблы: Mercury - Форматы: LP                                             | 73  | 12 | —  | —  | — |
| 1982                                                                 | The Best - Выход: 1982 - Лейблы: A&M - Форматы: CD, LP                                          | 122 | 17 | 45 | 41 | — |
| 1995                                                                 | Watermelon man - Выход: 1995 - Лейблы: Javelin - Форматы: CD                                    | —   | —  | —  | —  | — |
| 1999                                                                 | From Q with Love - Выход: 9 февраля 1999 - Лейблы: Qwest - Форматы: CD                          | 72  | 1  | 31 | —  | — |
| 2001                                                                 | Q: The Musical Biography of Quincy Jones - Выход: 16 октября 2001 - Лейблы: Rhino - Форматы: CD | —   | —  | —  | —  | — |
| «—» означает, что альбом не попал в чарт или не был выпущен в стране |                                                                                                 |     |    |    |    |   |

### Совместные релизы
| Год  | Альбом | Высшие позиции в чартах | Высшие позиции в чартах | Высшие позиции в чартах | Высшие позиции в чартах | Высшие позиции в чартах | Высшие позиции в чартах |
| Год  | Альбом | Billboard 200           | Billboard Jazz          | Top R&B/Hip-Hop         | UK                      | SWE                     | SWI                     |
| ---- | --- | ----------------------- | ----------------------- | ----------------------- | ----------------------- | ----------------------- | ----------------------- |
| 1965 | I/We Had a Ball - Выход: Май, 1965 - Лейблы: Limelight - Форматы: CD, LP - Примечание: совместное издание Куинси Джонса, Диззи Гиллеспи, Арта Блэйки, Оскара Питерсона, Милта Джексона и Чета Бейкера | —                       | —                       | —                       | —                       | —                       | —                       |
| 1984 | L.A. is My Lady - Выход: 17 мая 1984 - Лейблы: Frank Sinatra Enterprises - Форматы: CD - Примечание: совместное издание Куинси Джонса и Фрэнка Синатры                                                | 58                      | 8                       | —                       | 41                      | 8                       | —                       |

### Концертные альбомы
| 1961                                                                 | The Great Wide World of Quincy Jones Live (in Zurich!) - Выход: 10 марта 1961 - Лейблы: Mercury - Форматы: CD, LP | 24 |
| 1961                                                                 | Newport '61 - Выход: 3 июля 1961 - Лейблы: Mercury, Trip - Форматы: CD, LP                                        | —  |
| 1981                                                                 | Quincy Jones Live at the Budokan - Выход: 1981 - Лейблы: A&M - Форматы: LP                                        | —  |
| 1993                                                                 | Miles & Quincy Live at Montreux (c Майлсом Дейвисом) - Выход: 1993 - Лейблы: Warner Bros. - Форматы: LP           | 1  |
| 2004                                                                 | The Original Jam Sessions 1969 (c Биллом Косби) - Выход: 22 июня 2004 - Лейблы: Concord Jazz - Форматы: CD        | 12 |
| «—» означает, что альбом не попал в чарт или не был выпущен в стране | |    |

## Синглы
| 1970                                                                 | «Killer Joe»                                                | 47 | 74  | 29 | —  | —  | —       |
| 1972                                                                 | «Money Runner»                                              | —  | 57  | —  | —  | —  | —       |
| 1973                                                                 | «Summer in the City»                                        | —  | 102 | 30 | —  | —  | —       |
| 1974                                                                 | «Boogie Joe, the Grinder»                                   | 70 | —   | —  | —  | —  | —       |
| 1974                                                                 | «If I Ever Lose This Heaven»                                | 71 | —   | —  | —  | —  | —       |
| 1975                                                                 | «Is It Love That We’re Missin’?»                            | 18 | 70  | —  | —  | —  | —       |
| 1975                                                                 | «Body Heat»                                                 | 85 | —   | —  | —  | —  | —       |
| 1976                                                                 | «Mellow Madness»                                            | 82 | —   | —  | —  | —  | —       |
| 1976                                                                 | «Midnight Soul Patrol»                                      | 47 | 104 | —  | —  | —  | —       |
| 1977                                                                 | Тема из сериала «Корни»                                     | 32 | 57  | 21 | —  | —  | —       |
| 1978                                                                 | «Stuff Like That»                                           | 1  | 21  | —  | —  | 34 | —       |
| 1978                                                                 | «Love, I Never Had It So Good»                              | 60 | —   | —  | —  | —  | —       |
| 1981                                                                 | «Ai No Corrida»                                             | 10 | 28  | —  | 3  | 14 | —       |
| 1981                                                                 | «Just Once» (c Джеймсом Ингрэмом)                           | 11 | 17  | 7  | —  | 76 | —       |
| 1981                                                                 | «Razzamatazz» (с Патти Остин)                               | 17 | —   | —  | 3  | 11 | —       |
| 1981                                                                 | «One Hundred Ways» (c Джеймсом Ингрэмом)                    | 10 | 14  | 5  | —  | —  | —       |
| 1981                                                                 | «Betcha Wouldn’t Hurt Me»                                   | —  | —   | —  | 3  | 52 | —       |
| 1989                                                                 | «The Places You Find Love»                                  | 39 | —   | —  | —  | —  | —       |
| 1990                                                                 | «I’ll Be Good to You» (с Рэем Чарльзом и Чака Хан)          | 1  | 18  | 30 | 1  | 21 | Золотой |
| 1990                                                                 | «The Secret Garden» (с Джеймсом Ингрэмом)                   | 1  | 31  | —  | 26 | 67 | —       |
| 1990                                                                 | «Tomorrow (A Better You, Better Me)» (с Тевином Кэмпбеллом) | 1  | 75  | —  | —  | —  | —       |
| 1990                                                                 | «I Don’t Go for That»                                       | 15 | —   | —  | —  | —  | —       |
| 1991                                                                 | «Wee B. Dooinit»                                            | 83 | —   | —  | —  | —  | —       |
| 1995                                                                 | «You Put a Move on My Heart»                                | 16 | 98  | —  | —  | —  | —       |
| 1995                                                                 | «Heaven’s Girl»                                             | 48 | —   | —  | —  | —  | —       |
| 1996                                                                 | «Stomp»                                                     | —  | —   | —  | 1  | 28 | —       |
| 1996                                                                 | «Slow Jams» (с Барри Уайтом и Бэйбифейс)                    | 19 | 68  | —  | —  | —  | —       |
| 1996                                                                 | «Moody’s Mood for Love»                                     | 71 | —   | —  | —  | —  | —       |
| 1996                                                                 | «Rock with You»                                             | 74 | —   | —  | —  | —  | —       |
| 1998                                                                 | «Soul Bossa Nova»                                           | —  | —   | —  | —  | 47 | —       |
| 1999                                                                 | «Something I Cannot Have»                                   | 87 | —   | —  | —  | —  | —       |
| 1999                                                                 | «I’m Yours»                                                 | 73 | —   | 27 | —  | —  | —       |
| 2010                                                                 | «Sanford & Son»                                             | —  | —   | —  | —  | —  | —       |
| «—» означает, что альбом не попал в чарт или не был выпущен в стране |                                                             |    |     |    |    |    |         |

## Саундтреки
| 1961                                                                 | «Мальчик на дереве»                           | Mercury        | —  | — | —  |
| 1964                                                                 | «Ростовщик»                                   | Mercury        | —  | — | —  |
| 1965                                                                 | «Мираж»                                       | Mercury        | —  | — | —  |
| 1966                                                                 | «Тонкая нить»                                 | Mercury        | —  | — | —  |
| 1966                                                                 | «Иди, а не беги»                              | Mainstream     | —  | — | —  |
| 1967                                                                 | «Выход со смехом»                             | Liberty        | —  | — | —  |
| 1967                                                                 | «Хладнокровно»                                | Colgems        | —  | — | —  |
| 1967                                                                 | «Душной южной ночью»                          | United Artists | —  | — | —  |
| 1967                                                                 | «Дело самоубийцы»                             | Verve          | —  | — | —  |
| 1967                                                                 | «Отстранение»                                 |                | —  | — | —  |
| 1967                                                                 | «Железная сторона»                            |                | —  | — | —  |
| 1968                                                                 | «Ради любви к плющу»                          | ABC            | —  | — | —  |
| 1968                                                                 | «Расставание»                                 |                | —  | — | —  |
| 1968                                                                 | «К чёрту героев»                              |                | —  | — | —  |
| 1968                                                                 | «Денди в желе»                                |                | —  | — | —  |
| 1969                                                                 | «Боб и Кэрол, Тед и Элис»                     | Bell           | —  | — | —  |
| 1969                                                                 | «Джон и Мэри»                                 | A&M            | —  | — | —  |
| 1969                                                                 | «Золото Маккенны»                             | RCA            | —  | — | —  |
| 1969                                                                 | «Ограбление по-итальянски»                    | Paramount      | —  | — | —  |
| 1969                                                                 | «Последний человек»                           | Uni            | —  | — | —  |
| 1969                                                                 | «О людях и демонах»                           |                | —  | — | —  |
| 1970                                                                 | «Цветок кактуса»                              | Bell           | —  | — | —  |
| 1970                                                                 | «Меня зовут Мистер Тиббс!»                    | United Artists | —  | — | —  |
| 1970                                                                 | «Последняя лихая штучка из Мобила»            |                | —  | — | —  |
| 1970                                                                 | «Приезжие»                                    |                | —  | — | —  |
| 1970                                                                 | «Мать»                                        |                | —  | — | —  |
| 1971                                                                 | «Доллары»                                     | Reprise        | —  | — | —  |
| 1971                                                                 | «Плёнки Андерсена»                            |                | —  | — | —  |
| 1971                                                                 | «Хонки»                                       |                | —  | — | —  |
| 1971                                                                 | «Брат Джон»                                   |                | —  | — | —  |
| 1972                                                                 | «Побег»                                       |                | —  | — | —  |
| 1972                                                                 | «Краденый камень»                             | Prophesy       | —  | — | —  |
| 1972                                                                 | «Санфорд и сын»                               |                | —  | — | —  |
| 1972                                                                 | «Новые центурионы»                            |                | —  | — | —  |
| 1973                                                                 | «Дон мёртв»                                   |                | —  | — | —  |
| 1974                                                                 | Телешоу «Definition»                          |                | —  | — | —  |
| 1976                                                                 | «Маманя, бюст и живчик»                       |                | —  | — | —  |
| 1977                                                                 | «Корни»                                       | A&M            | 21 | 4 | 6  |
| 1978                                                                 | «Виз»                                         | MCA            | 40 | — | 33 |
| 1982                                                                 | «Последний американский девственник»          |                | —  | — | —  |
| 1983                                                                 | «Michael Jackson’s Thriller»                  |                | —  | — | —  |
| 1983                                                                 | «Хорошая пара»                                |                | —  | — | —  |
| 1984                                                                 | «Месть придурков»                             |                | —  | — | —  |
| 1985                                                                 | «Цветы лиловые полей»                         | Qwest          | —  | — | —  |
| 1985                                                                 | «Потерянные в Америке»                        |                | —  | — | —  |
| 1985                                                                 | «Жена бейсболиста»                            |                | —  | — | —  |
| 1985                                                                 | «Букмекерская лихорадка»                      |                | —  | — | —  |
| 1988                                                                 | «Полуночная жара»                             |                | —  | — | —  |
| 1994                                                                 | «Розовые шнурки»                              |                | —  | — | —  |
| 1994                                                                 | «Таинственный театр 3000 года»                |                | —  | — | —  |
| 1997                                                                 | «Остин Пауэрс: Международный человек-загадка» |                | —  | — | —  |
| 1997                                                                 | «Пьяный»                                      |                | —  | — | —  |
| 1997                                                                 | «Преступные связи»                            |                | —  | — | —  |
| 1998                                                                 | «Симпсоны»                                    |                | —  | — | —  |
| 1998                                                                 | «Царь горы»                                   |                | —  | — | —  |
| 1999                                                                 | «Футурама»                                    |                | —  | — | —  |
| 1999                                                                 | «Остин Пауэрс: Шпион, который меня соблазнил» |                | —  | — | —  |
| 1999                                                                 | «Клёвый парень»                               |                | —  | — | —  |
| 2000                                                                 | «Американские мастера»                        |                | —  | — | —  |
| 2001                                                                 | «За мной последний танец»                     |                | —  | — | —  |
| 2001                                                                 | «Одиннадцать друзей Оушена»                   |                | —  | — | —  |
| 2002                                                                 | «Секс в большом городе»                       |                | —  | — | —  |
| 2002                                                                 | «Друзья»                                      |                | —  | — | —  |
| 2002                                                                 | «Остин Пауэрс: Голдмембер»                    |                | —  | — | —  |
| 2002                                                                 | «Ещё одна пятница»                            |                | —  | — | —  |
| 2003                                                                 | «Девочки из календаря»                        |                | —  | — | —  |
| 2003                                                                 | «Убить Билла»                                 |                | —  | — | —  |
| 2004                                                                 | «Убить Билла 2»                               |                | —  | — | —  |
| 2005                                                                 | «Крэйзи»                                      |                | —  | — | —  |
| 2005                                                                 | «Разбогатей или умри»                         |                | —  | — | —  |
| 2006                                                                 | «Киносвидание»                                |                | —  | — | —  |
| 2006                                                                 | «Смерть Супермена»                            |                | —  | — | —  |
| 2007                                                                 | «Рождество»                                   |                | —  | — | —  |
| 2008                                                                 | «Париж»                                       |                | —  | — | —  |
| 2008                                                                 | «Полупрофессионал»                            |                | —  | — | —  |
| 2008                                                                 | «Медиум»                                      |                | —  | — | —  |
| 2008                                                                 | «Хэнкок»                                      |                | —  | — | —  |
| 2009                                                                 | «Душевная кухня»                              |                | —  | — | —  |
| 2010                                                                 | Вечернее шоу с Дэвидом Леттерманом            |                | —  | — | —  |
| 2011                                                                 | «Лузеры»                                      |                | —  | — | —  |
| 2011                                                                 | «Лузеры. Живой концерт в 3D»                  |                | —  | — | —  |
| 2012                                                                 | «Наполеон Динамит»                            |                | —  | — | —  |
| «—» означает, что альбом не попал в чарт или не был выпущен в стране |                                               |                |    |   |    |